# Uniwersytet Lavala

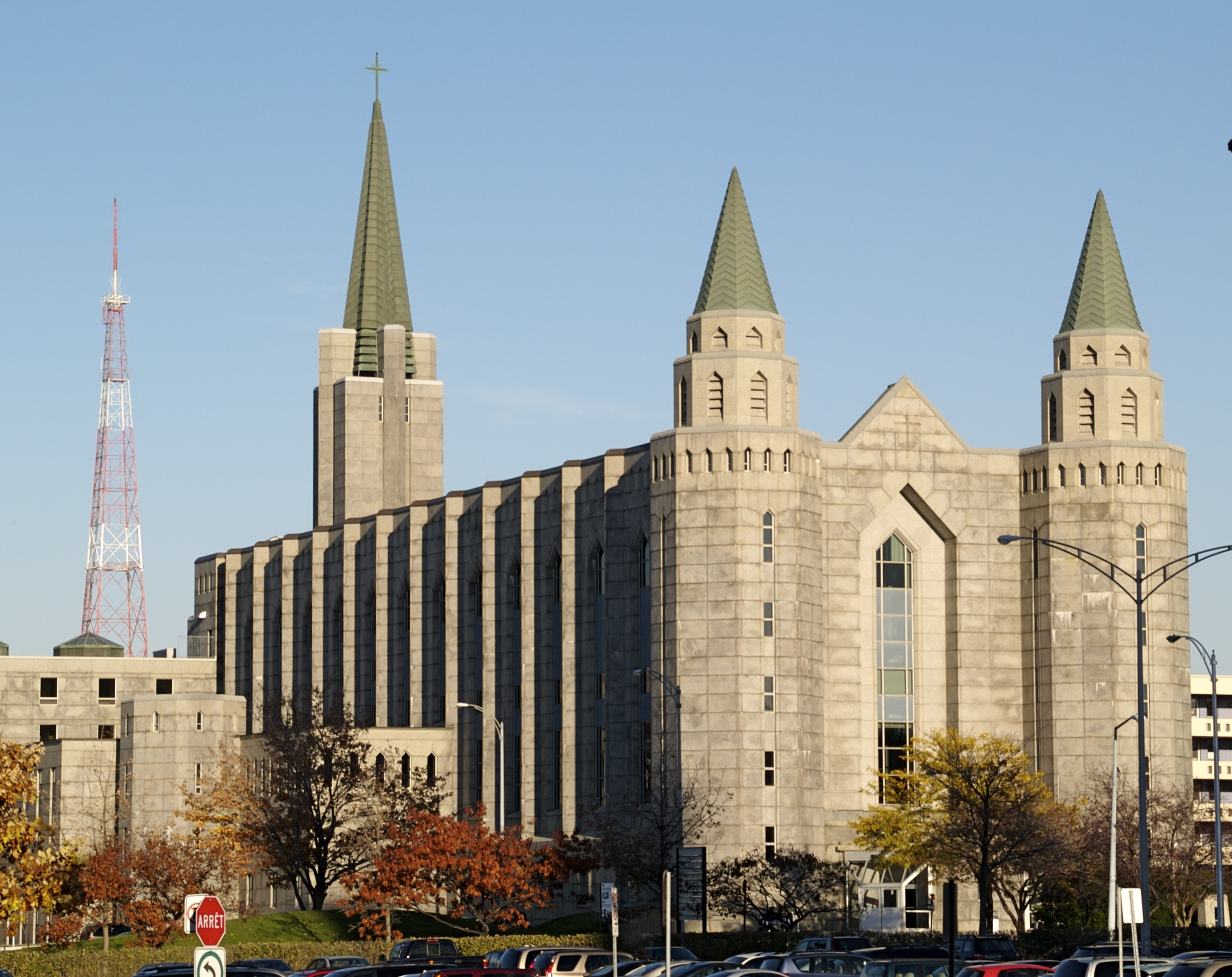
Uniwersytet Lavala

Uniwersytet Lavala (fr. Université Laval) – francuskojęzyczny uniwersytet działający w kanadyjskim mieście Quebec, w prowincji Quebec.
Ma ponad 37 tysięcy studentów. Jest uważany za najstarszy uniwersytet w Kanadzie. Został założony w 1663, przez Franciszka de Lavala, jako Séminaire de Québec, seminarium duchowne kształcące księży w Nowej Francji. W 1852 instytucja uzyskała uprawnienia uniwersytetu i otrzymała obecną nazwę. W 1878 otwarto filię uniwersytetu w Montrealu, która w 1920 stała się samodzielna jako Uniwersytet Montrealski (Université de Montréal).